# Dichelostemma ida-maia
Dichelostemma ida-maia es una planta herbácea,  perenne y bulbosa perteneciente de la subfamilia Brodiaeoideae de las asparagáceas.

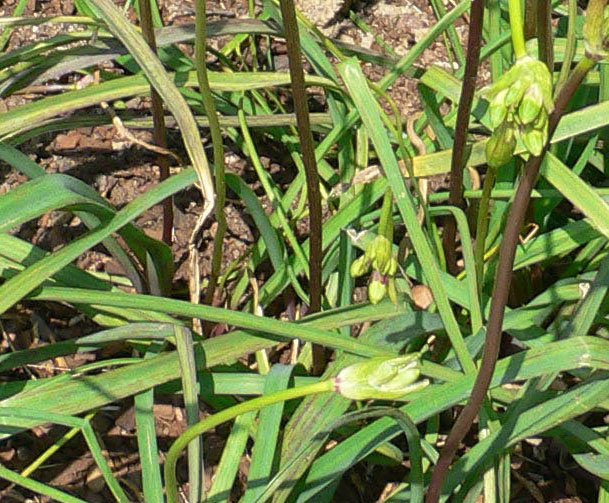
Vista de la planta

## Distribución y hábitat
Es nativa del norte de California y del sur de Oregón en Estados Unidos, donde crece en bosques de montaña y praderas costeras. También se cultiva como planta ornamental por sus flores vistosas de color rojo y crema.

## Descripción
Dichelostemma ida-maia es una planta perenne que presenta un escapo sin hojas que remata en una umbela que lleva de seis a veinte flores. Cada flor es un tubo cilíndrico de color rojo de dos a tres centímetros de largo. El extremo de cada tépalo se riza hacia atrás para revelar una superficie inferior blanco brillante. Los rizos bordean la boca de la flor tubular formando una corona.

## Taxonomía
Anemarrhena asphodeloides fue descrita por (Wood) Greene y publicado en Manual of the Botany of the Region of San Francisco Bay 318. 1894.
Sinonimia
- Brevoortia coccinea (A.Gray) S.Watson
- Brevoortia ida-maia Alph.Wood
- Brodiaea coccinea A.Gray
- Brodiaea ida-maia (Alph.Wood) Greene[2][3]